# Marie Glory
Marie Glory, nome d'arte di Raymonde Louise Marcelle Toully, nota anche con lo pseudonimo di Arlette Genny (Mortagne-au-Perche, 3 marzo 1905 – Cannes, 24 gennaio 2009), è stata un'attrice francese.

## Biografia
Nata in Normandia, figlia di un parrucchiere e di una pittrice, quando è ancora bambina si trasferisce con la famiglia a Rouen dove compie gli studi liceali al Lycée Jeanne d'Arc. Nel 1923, a diciotto anni, giunge a Parigi dove inizia a frequentare corsi di danza e partecipa a un concorso di bellezza classificandosi al secondo posto; quell'affermazione le permise di iniziare a lavorare come modella, posando per cartoline illustrate e manifesti.
Nel 1924 debutta nel cinema francese con il suo primo nome d'arte, Arlette Genny – che utilizzerà sino al 1927 – nel film di Raymond Bernard Le miracle des loups. Con un nuovo pseudonimo, Marie Glory – a volte accreditata come Mary Glory – nel 1928 ha il suo primo ruolo da protagonista nel film Il denaro diretta da Marcel L'Herbier, recitando con Pierre Alcover e Brigitte Helm e poi in Il conte di Montecristo del 1929 diretto da Henri Fescourt con Jean Angelo, Lil Dagover e Gaston Modot. Da quel momento prende parte a una cinquantina di pellicole, principalmente del cinema francese, ma anche in quello tedesco (Vater und Sohn di Géza von Bolváry) italiano (con Amleto Palermi, Giorgio Ferroni, Glauco Pellegrini e Antonio Pietrangeli) e in diverse coproduzioni.
Nel cinema sonoro ha il suo primo ruolo nel 1930 in Le Roi de Paris di Leo Mittler, con Ivan Petrovich e fino al 1939 ha ruoli da protagonista, tra i quali si segnalano Les Deux Mondes di Ewald André Dupont e Madame ne veut pas d'enfants di Hans Steinhoff. Appassionata di aviazione come Gaby Morlay, negli anni '30 fu una delle prime donne francesi ad essere pilota di aerei, cosa non comune per quell'epoca. Nel 1942 venne arruolata dalle Forces français libres. Nel 1943 si trasferisce dapprima in Algeria e poi in Martinica, dove lavora alla radio in trasmissioni di propaganda. Dopo la fine della guerra torna a recitare al cinema dal 1952 ma in ruoli secondari, tra gli altri con Christian-Jaque (Quando le donne amano) e Roger Vadim (Piace a troppi, con Brigitte Bardot). La sua ultima apparizione cinematografica è del 1960, con il film La gatta graffia diretto da Henri Decoin. Nel 1964 prese parte alla serie televisiva Les Beaux Yeux d'Agatha.
Nel 1997 ricevette il Prix Reconnaissance des Cinéphiles dell'Association Souvenance de Cinéphiles di Puget-Théniers per il complesso della carriera, e venne intervistata da Kevin Brownlow per il suo documentario sulla storia del cinema muto Cinema Europa: l'altra Hollywood. 
È deceduta a Cannes nel 2009, due mesi prima di compiere 104 anni: al momento della morte era una delle ultime star viventi del cinema francese degli anni '30 insieme con Paulette Dubost, Suzy Delair e Danielle Darrieux.

## Filmografia
- Le miracle des loups, regia di Raymond Bernard (1924) – come Arlette Genny
- Monsieur le directeur, regia di Robert Saidreau (1924) – come Arlette Genny
- Paris, regia di René Hervil (1924) – come Arlette Genny
- Les Dévoyés, regia di Henri Vorins (1925) – come Arlette Genny
- La Maison sans amour, regia di Émilien Champetier (1927) – come Arlette Genny
- Miss Helyett, regia di Georges Monca e Maurice Kéroul (1927) – come Arlette Genny
- Il denaro (L'Argent), regia di Marcel L'Herbier (1928)
- Le Diable au cœur, regia di Marcel L'Herbier (1928)
- Il conte di Montecristo (Monte Cristo), regia di Henri Fescourt (1929)
- Autour de l'argent, regia di Jean Dréville (1929) – documentario
- Mon béguin, regia di Hans Behrendt (1929)
- Mon copain de papa (Vater und Sohn), regia di Géza von Bolváry (1929)
- L'Enfant de l'amour, regia di Marcel L'Herbier (1930)
- I cavalieri della montagna (Les chevaliers de la montagne), regia di Mario Bonnard (1930)
- Les Deux Mondes (Zwein Welten), regia di Ewald André Dupont (1930)
- Le Roi de Paris, regia di Léo Mittler (1930)
- Lévy et Cie, regia di André Hugon (1930)
- La Folle Aventure, regia di Carl Froelich e André-Paul Antoine (1931)
- Dactylo, regia di Wilhelm Thiele (1931)
- Sarai duchessa (Tu seras duchesse), regia di René Guissart (1931)
- L'Ensorcellement de Séville, regia di Benito Perojo (1931)
- Prisonnier de mon cœur, regia di Jean Tarride (1931)
- L'Amoureuse Aventure, regia di Wilhelm Thiele (1932)
- Une étoile disparaît, regia di Robert Villers (1932)
- Vecchio rubacuori (Mon cœur balance), regia di René Guissart (1932)
- Monsieur, Madame et Bibi, regia di Jean Boyer e Max Neufeld (1932)
- Madame ne veut pas d'enfants, regia di Hans Steinhoff e Constantin Landau (1933)
- Charlemagne, regia di Pierre Colombier (1933)
- Son Altesse Impériale, regia di Jean Bernard-Derosne et Victor Janson (1933)
- La Femme idéale, regia di André Berthomieu (1934)
- King of Paris, regia di Jack Raymond (1934)
- Dactylo se marie, regia di René Pujol e Joe May (1934)
- Le Paquebot Tenacity, regia di Julien Duvivier (1934)
- Sorridete con me (Votre sourire), regia di Monty Banks e Pierre Caron (1934)
- King of Hearts, regia di Oswald Mitchell e Walter Tennyson (1934)
- Les Amants terribles, regia di Marc Allégret (1936)
- Il morto in fuga (Le mort en fuite), regia di André Berthomieu (1936)
- Avec le sourire, regia di Maurice Tourneur (1936)
- Senza cuore (L'Homme sans cœur), regia di Léo Joannon (1937)
- Le Porte-veine, regia di André Berthomieu (1937)
- Les Gens du voyage, regia di Jacques Feyder (1938)
- Una moglie in pericolo, regia di Max Neufeld (1938)
- Terra di fuoco, regia di Giorgio Ferroni (1939)
- Terre de feu, regia di Marcel L'Herbier (1939) – versione francese del film precedente
- Napoli che non muore, regia di Amleto Palermi (1939)
- Dernier Refuge, regia di Jacques Constant (1939) – film incompiuto
- Quando le donne amano (Adorables créatures), regia di Christian-Jaque (1952)
- La fugue de Monsieur Perle, regia di Pierre Gaspard-Huit e Roger Richebé (1952)
- Gli uomini, che mascalzoni!, regia di Glauco Pellegrini (1953)
- Lo scapolo, regia di Antonio Pietrangeli (1955)
- Piace a troppi (Et Dieu... créa la femme), regia di Roger Vadim (1956)
- La gatta (La chatte), regia di Henri Decoin (1958)
- Festa di maggio (Premier mai), regia di Luis Saslavsky (1958)
- Raffiche sulla città (Rafles sur la ville), regia di Pierre Chenal (1958)
- Ramuntcho, regia di Pierre Schoendoerffer (1959)
- La gatta graffia (La chatte sort ses griffes), regia di Henri Decoin (1960)

## Doppiatrici italiane
- Lydia Simoneschi in Una moglie in pericolo
- Giovanna Scotto in Terra di fuoco
- Dhia Cristiani in Piace a troppi